# Экономика Таджикистана
Таджикистан — аграрно-индустриальное государство. За годы независимости сильно изменилась структура занятости, произошла аграризация экономики. В 1991—2013 годах доля занятых в сельском хозяйстве выросла с 45 % до 66 %, а доля занятых в промышленности сократилась с 13 % до 4 %, в строительстве с 8 % до 3 %, в сфере услуг с 35 % до 27 %.
Начиная с 2000 годов наблюдается устойчивый экономический рост на уровне 10—12 %.
Для развития экономики со стороны правительства были открыты 4 СЭЗ и они сегодня хорошо функционируют. Для субъектов СЭЗ дан ряд экономических привилегий. Они освобождены от налогов и таможенных сборов. Сняты все административные барьеры для развития СЭЗ.
По данным Международного валютного фонда и Всемирного банка на 2023 год, Таджикистан занимает 156 место по ВВП на душу населения, находясь по соседству с Мьянмой и Камбоджей.

## Общая характеристика
Экономическая политика республики направлена на достижение трех важных стратегических целей на ближайшую перспективу. Сейчас Таджикистан для развития экономики реализует такие стратегии, как: достижение энергетической независимости, обеспечение продовольственной безопасности и освобождение от транспортной изоляции.
Объём ВВП в 2016 году составил более 54 млрд сомони, темпы роста ВВП — 7 %.
Объём ВВП Таджикистана в 2010 г. составил более 15,6 млрд долларов, что на 6,5 % больше, чем в 2009 году. В структуре ВВП по итогам 2010 года 47,9 % составляет производство услуг, 41,6 % — производство товаров и 10,5 % — налоги. Уровень ВВП на душу населения — 2,19 тыс. долларов, 131-е место в мире (в 2010 году).
В первые годы после получения независимости в 1991 г. наступил глубокий экономический кризис. В 1993 г. ВВП сократился на 16 % (в неизменных ценах), в 1994 — на 24 %, в 1995 — на 12 %, в 1996 — на 17 %. ВВП в 1995 г. составлял лишь 41 % от показателя 1991 г. Но с 1997 г. ВВП начал расти, причем в 2000 г. темпы роста возросли. В 2003 г. на сельское хозяйство приходится 30,8 % ВВП, на промышленность — 29,1 %, на услуги — 40,1 %.
Торговый баланс в 2009 г. был отрицательным, отрицательное сальдо составило 1 млрд. 558,8 млн долларов. Внешний долг Таджикистана по состоянию на 1-е января 2010 года составил 1 млрд. 691,2 млн долларов, что составляет 35,8 % ВВП.
Согласно официальным данным, численность экономически активного населения в 2009 году составила 2148,9 тысяч человек, из которых 2103,6 тысяч человек (97,9 %) было занято в различных секторах экономики страны, а 45,3 тысяч человек имели статус безработного, что составляет 2,1 % от общей численности экономически активного населения. При этом по неофициальным данным, в трудовой миграции за пределами республики находились около 1,5 млн таджикистанцев. По оценкам, в 2002 г. полная и неполная безработица составляла 40 % экономически активного населения
В сельском хозяйстве по данным на 2003 г. было занято 67 % рабочей силы, в промышленности — 8 %, в сфере услуг — 25 %.
Основным сектором экономики остается государственный, однако многие предприятия были приватизированы. Так, приватизированы все 22 завода по очистке хлопка, международные компании приобрели 8 из них. Основные объекты иностранных инвестиций — горнорудная промышленность (добыча золота) и текстильное производство. На 2001 г. российские компании инвестировали 1,5 млн долл. (0,9 %); лидируют частные фирмы из Великобритании (45 %), Республики Кореи (24 %) и Италии (21 %).
Количество таджикских компаний, имеющих российский капитал, достигает 310. Самыми крупными российскими инвестпроектами в Таджикистане являются компании «Сангтудинская ГЭС-1», «Газпром нефть — Таджикистан», а также сотовый оператор «Мегафон». При этом большая часть хозяйствующих субъектов относится к малому и среднему бизнесу. Из них к наиболее крупным можно отнести около 40 организаций, осуществляющих свою деятельность в таких отраслях экономики, как связь, энергетика, развитие сети современных автозаправочных комплексов, финансовые услуги, сельское хозяйство, легкая промышленность, фармацевтика и медицинские услуги, горнорудная промышленность, а также производство пищевых продуктов, целлюлозы, бумаги, картона, мебели, изделий из пластмасс.
В октябре 2004 года было подписано соглашение о долгосрочном сотрудничестве между правительством Республики Таджикистан и ОАО «Русский алюминий» («Русал»), согласно которому президент Эмомали Рахмонов разрешал «Русалу» построить новый алюминиевый завод в Таджикистане, а «Русал» должен был построить Рогунскую ГЭС, причем финансирование должно было быть осуществлено на паях с правительством РТ. Это соглашение являлось частью пакета таджикско-российских межгосударственных договоров, согласно которым Таджикистан соглашается бесплатно разместить 201-ю военную базу РФ и передается в собственность России объект «Окно» взамен реструктуризации долгов перед РФ и значительных (до 4 млрд. дол.) российских инвестиций в экономику Таджикистана. Таджикистан выполнил все условия пакета договоренностей. Однако «Русал» так и не начал строительство Рогунской ГЭС и в 2007 году был выведен из проекта.
Существенное негативное влияние на экономику Таджикистана оказывали конфликтные отношения с соседним Узбекистаном. С ноября 2009-го по февраль 2010 года узбекские железнодорожники задержали около 400 вагонов грузов, предназначавшихся Таджикистану, а с начала февраля по июнь — уже порядка 2000. В ноябре 2011 года Узбекистан после взрыва на линии Галаба—Амузанг полностью прекратил железнодорожное движение на этом участке, что означало транспортную блокаду всего южного Таджикистана. В январе 2012 года Узбекистаном под предлогом ремонта были закрыты 9 из 16 пропускных пунктов на границе с Таджикистаном. В апреле 2012 года Узбекистан прекратил поставки в Таджикистан природного газа, что создало угрозу для работы Таджикского алюминиевого завода.
Все эти меры связывали с тем, что Узбекистан резко возражает против строительства Рогунской ГЭС в Таджикистане. Оно может привести к обмелению Амударьи, что нанесет урон хлопководству Узбекистана. Кроме того, как утверждают в Узбекистане, строящаяся плотина ГЭС находится в сейсмоопасной зоне и в случае её разрушения теоретически могут быть затоплены и населенные пункты Узбекистана ниже по течению.
Также между Узбекистаном и Таджикистаном существовал территориальный конфликт вокруг Фархадской ГЭС.
После прихода к власти в Узбекистане президента Шавката Мирзиёева узбекско-таджикские отношения улучшились. В 2017 году были возобновлены авиарейсы между столицами двух стран, была восстановлена железная дорога Галаба — Амузанг, была открыта международная автодорога А-377 на участке Самарканд — Пенджикент, возобновили работу пункты пропуска на узбекско-таджикской границе. В 2018 году было достигнуто соглашение о возобновлении поставок узбекского газа в Таджикистан, была достигнута договорённость о том, что территория, на которой расположена Фархадская ГЭС, будет признана территорией Таджикистана, а сам гидроэнергетический объект — собственностью Узбекистана. Охрану объекта будет осуществлять таджикская сторона, а его техническим обслуживанием будет заниматься Узбекистан Узбекистан также отказался от критики строительства Рогунской ГЭС, а затем и одобрил его.

## Сельское хозяйство

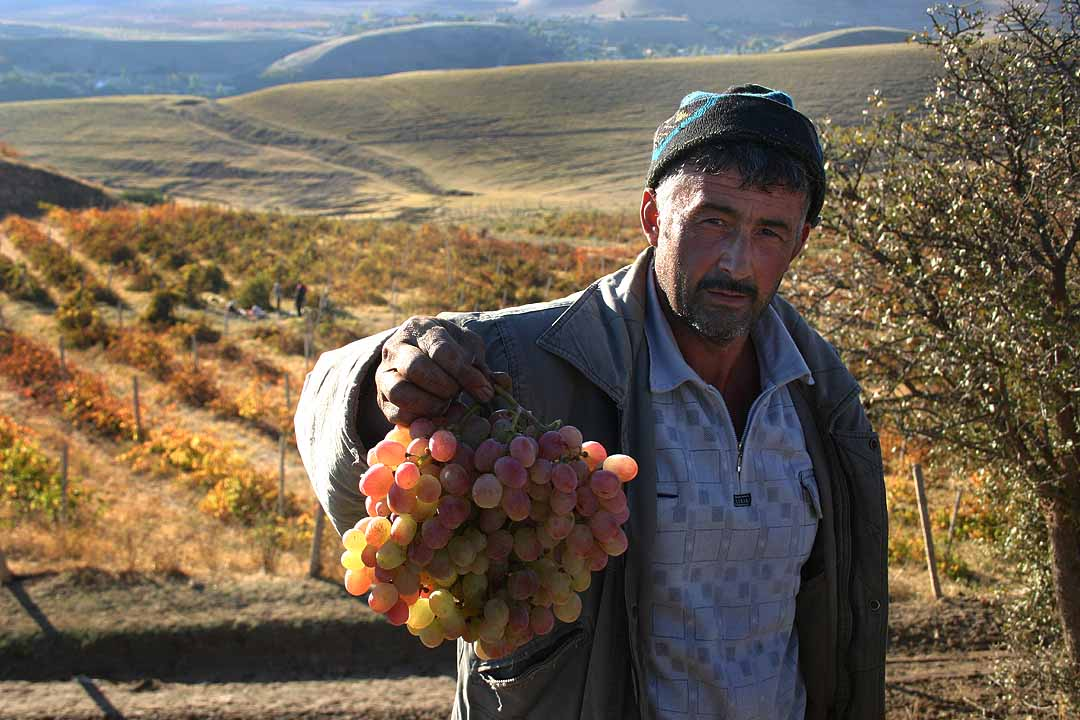
Виноградник в Таджикистане

Исторически Таджикистан был преимущественно аграрной страной. Хотя в советское время развивалась промышленность, ведущим осталось сельскохозяйственное производство. В конце 1980-х годов сельскохозяйственные угодья занимали около 1/3 территории республики. Основными производственными единицами были колхозы и совхозы, однако большую часть фруктов и овощей давали приусадебные участки. По состоянию на 2011 год сельскохозяйственные угодья Таджикистана составляли 3746,0 тыс. га (общая земельная площадь республики — 14255,4 тыс. га). В структуре сельскохозяйственных угодий (на 2011 год) абсолютно преобладают пастбища (77,6 %), на пашню приходится лишь 18,0 %. В 2014 году в республике было произведено 1317,8 тыс. тонн зерна, 372,7 тыс. тонн хлопка, 1549,5 тыс. тонн овощей, 545,7 тыс. тонн бахчевых, 328,5 тыс. тонн фруктов и 175,3 тыс. тонн винограда. Основной товарной культурой является хлопок, экспортируется до 90 % волокна. В 2010 году на экспорт направлено 95,3 тыс. тонн хлопкового волокна (в 2005 году — 132,9 тыс. тонн).
В 1990 году сбор хлопка-сырца составил почти 850 тыс. т, однако в условиях политического и экономического кризиса в начале 1990-х годов производство всех видов сельскохозяйственной продукции резко сократилось. Основные районы хлопководства — Ферганская, Вахшская, Гиссарская долины. Кроме того, там разводят виноград, лимоны, дыни. Расширение посевов хлопка в советский период происходило за счет сокращения посевов продовольственных культур. Выше в горах выращивают зерновые, картофель, табак. Некоторые колхозы и совхозы специализировались на скотоводстве (крупный рогатый скот, овцы, козы, свиньи) и птицеводстве. Ныне животноводство играет существенную роль в экономике страны — на 2013 год в Таджикистане было 2099,1 тыс. голов крупного рогатого скота и 4738,4 тыс. голов овец и коз.
Подавляющее большинство животных (92,3 % поголовья крупного рогатого скота и 83,1 % поголовья овец и коз) принадлежит населению. Преобладающими формами собственности в сельском хозяйстве остаются государственные и коллективные (хотя официально в 2010 году в Таджикистане остались только 1 колхоз и 5 совхозов, в республике коллективные хозяйства действуют под другими вывесками). Всего в аграрном секторе республике на 2014 год было 87594 хозяйства: 350 государственных, 119 ассоциаций частных (дехканских) хозяйств, 690 коллективных дехканских хозяйств, 6 агрофирм, 15 акционерных обществ, 499 подсобных хозяйств сельскохозяйственных предприятий и организаций, а также 73806 дехканских хозяйств. Около 80 % хлопка по данным на 2003 г. производилось госхозами и колхозами (40 % урожая собирают школьники). В результате преобразования 400 госферм возникли 2,7 тыс. крупных частных (в среднем 75 га пригодной к обработке земли). К 2005 планировалось реструктурировать и приватизировать остающиеся 225 госхозяйств.

## Рыболовство
Таджикистан не имеет выхода к морю, но обладает целой сетью рек. За годы независимости рыболовство практически исчезло как отрасль: в 1991 году в республике выловлено 3945 тонн рыбы, в 2010 году — только 449 тонн.

## Промышленность

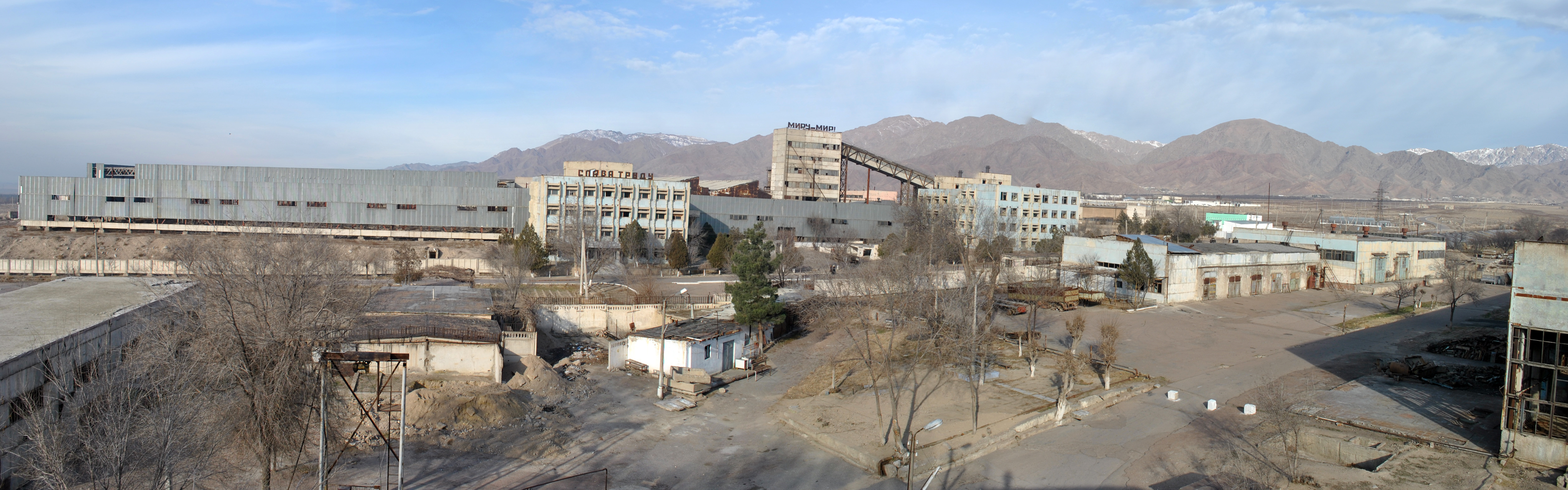
Свободная экономическая зона «Сугд», Худжанд

Основные отрасли промышленности: горная, химическая, хлопчатобумажная, металлургическая, машиностроительная. Крупнейшие промышленные центры Таджикистана — Душанбе и Худжанд. Выделяется также промышленная зона на юго-западе страны. Наиболее развита легкая промышленность, связанная в основном с переработкой сырья: хлопчатобумажная, шелковая, ковроткацкие, швейная и трикотажная, а также разнообразная пищевая. За годы независимости последняя отрасль пришла в упадок: в 1991—2010 годах производство животного масла упало почти до нуля (с 4,7 тыс. тонн до 20 тонн в год), выпуск кондитерских изделий сократился более чем в 12 раз (с 48,8 тыс. тонн до 3,9 тыс. тонн), макаронных изделий более, чем в 11 раз (с 29,1 тыс. тонн до 2,5 тыс. тонн в год), консервов более чем в 5 раз (с 284 млн условных банок до 51 млн условных банок в год), растительного масла более, чем в 5 раз (с 76,1 тыс. тонн до 14,1 тыс. тонн), сухофруктов более, чем вдвое (с 4,7 тыс. тонн до 2,3 тыс. тонн в год), колбасных изделий более, чем в 9 раз (с 10 тыс. тонн до 1 тыс. тонн). Практически исчезло сыроварение — производство жирных сортов сыра и брынзы в 1991—2010 годах сократилось с 3113 тонн в год до 17 тонн в год. При этом население республики за годы независимости существенно возросло, что заставляет импортировать значительную часть продовольствия. Тяжелая промышленность специализируется на выпуске электротехнического оборудования, станков и строительных материалов. Налажено производство оборудования для текстильной промышленности. Развиты также цветная металлургия и химическая промышленность. В Таджикистане добываются бурый уголь, нефть, природный газ, олово, молибден и ртуть.
Главным экспортным производителем страны является Таджикский алюминиевый завод в городе Турсунзаде. В 2010 году республика отправила на экспорт 338,0 тыс. тонн первичного алюминия (в 2005 году — 375,3 тыс. тонн).
Объём произведенной промышленной продукции во всех отраслей промышленности в 2016 году составил более 14 млрд сомони. В структуре промышленности занимает весомое место обрабатываются промышленность. За счет увеличения объёма электроэнергии увеличивается доля в составе промышленности Таджикистана.
В сентябре 2013 года в Душанбе открылось сборочное производство ГУП «Сборка энергетического транспорта и велосипеда», которое начало сборку российских троллейбусов ТролЗа-5275.03 «Оптима».
14 февраля 2018 года был открыт совместный таджикско-турецкий завод «AKIA AVESTO» по сборке пяти вариантов турецких автобусов марки «AKIA».

## Энергетика
По данным EIA (на декабрь 2015 года) и EES EAEC в Таджикистане доказанные извлекаемые запасы природных энергоносителей составляют 0,260 млрд тут. В стране высокий гидроэнергетический потенциал. На конец 2008 года валовой теоретический гидроэнергопотенциал (Gross theoretical capability) — 527 ТВт∙ч/год, общий технический гидроэнергопотенциал (Technically exploitable capability) — 264 ТВт∙ч/год экономический гидроэнергопотенциал (Economically exploitable capability) — 264 ТВт∙ч/год
В соответствии со статистической информацией UNSD и данными EES EAEC в 2019 году производство органического топлива — 4147 тыс. тут. Общая поставка — 5339 тыс. тут. На преобразование на электростанциях и отопительных установках израсходовано 930 тыс. тут или 17,4 % от общей поставки. Установленная мощность — нетто электростанций — 6451 МВт, в том числе: тепловые электростанции, сжигающие органическое топливо (ТЭС) — 11,1 % , возобновляемые источники энергии (ВИЭ) — 88,9 %. Производство электроэнергии-брутто — 20676 млн. кВт∙ч, в том числе: ТЭС — 7,3 % , ВИЭ — 92,7 %. Конечное потребление электроэнергии — 14167 млн. кВт∙ч, из которого: промышленность — 24,4 %, транспорт — 0,1 %, бытовые потребители — 42,5 %, коммерческий сектор и предприятия общего пользования — 16,5 %, сельское, лесное хозяйство и рыболовство — 16,5 %.
Развитие электроэнергетики страны за период с 1945 по 2019 годы иллюстрируется диаграммой производства электроэнергии-брутто

EES EAEC. Производство электроэнергии-бруттов в Таджикистане, 1945—2019, млрд. кВт∙ч

В период с 1992 по 2019 годы отмечаются значительные спады в потреблении электроэнергии в промышленности и сельском хозяйстве при одновременном незначительном росте её потребления бытовыми потребителями

EES EAEC. Потребление электроэнергии в отдельных секторах Таджикистана, 1992—2019, млн. кВт∙ч

Показатели энергетической эффективности социально-экономического комплекса Таджикистана за 2019 год: душевое потребление валового внутреннего продукта по паритету покупательной способности (в номинальных ценах) — 3744 долларов, душевое (валовое) потребление электроэнергии — 1525 кВт∙ч, душевое потребление электроэнергии населением — 648 кВт∙ч. Число часов использования установленной мощности-нетто электростанций — 3172 часов.

## Страховое дело
В Таджикистане на 2012 год 14 страховых организаций с уставным капиталом в 17,0 млн долларов. За 2012 год сумма страховых премий (взносов) в республике составила 101,7 млн долларов.

## Финансы
На 1 января 2015 года в республике было 17 банков: 4 местных и 13 с участием иностранного капитала. В конце 2005 года была окончательно отменена ранее постепенно снижаемая предельная квота на участие иностранцев в уставном капитале банков республики. В результате в 2014 году в стране было уже 6 банков со 100 % иностранным капиталом.
На 1 июня 2020 года в республике работают 18 банков.

## Транспорт
Основным видом транспорта является автомобильный (в 2012 году им было перевезено 519,2 млн пассажиров и 60,0 млн тонн грузов). В последние годы были построены автомобильные тоннели «Озоди», «Истиклол» и «Шахристан».
В 1926—1929 годах построена первая железная дорога Термез — Душанбе. В период независимости в республике железнодорожное строительство продолжалось: в 1998—1999 годах пущена ветка Курган-Тюбе — Куляб. Роль железнодорожного транспорта в республиканском пассажиропотоке незначительна (перевезено 0,5 млн человек в 2012 году). Однако железная дорога имеет существенное значение в грузоперевозках (по ней в 2012 году транспортировано 8,4 млн тонн грузов). (См. также Таджикская железная дорога.)
Главный аэропорт страны находится в Душанбе, есть также крупный аэропорт в Худжанде и четыре меньших аэродрома. 3 сентября 1924 года состоялся первый рейс на первом авиамаршруте на территорию Таджикистана — «Бухара — Душанбе», который пилотировал Рашид бек Ахриев. В связи с этим 3 сентября является Днём авиации Республики Таджикистан. Воздушный транспорт не имеет существенного значения ни для грузоперевозок (по воздуху в 2012 году транспортировано лишь 2,5 тыс. тонн грузов), ни для пассажиропотока (этим видом транспорта перевезен в 2012 году 1 млн пассажиров).

## Трудовая миграция
Экономика страны находится в огромной зависимости от средств, зарабатываемых трудовыми эмигрантами. Число таджикских граждан, занимающихся трудовой деятельностью в России, насчитывает 1 млн человек. В 2005 году они официально перевели на родину, по данным Международного валютного фонда, 247 млн долларов. Реальный объём пересылаемых денег, по оценке ЕБРР, — около 1 млрд долларов, при этом до 90 % средств переводятся из России. Эти деньги, однако, в основном не инвестируются, а тратятся на текущее потребление. В 2008 кризисном году из РФ в Таджикистан физическими лицами переведено 2,5 миллиарда долларов США. Денежные переводы мигрантов из Таджикистана на родину составляют 40 % ВВП страны и, по данным Всемирного банка на 2010 год, по соотношению переводов к ВВП Таджикистан занимает 1-е место в мире. По оценкам Всемирного банка за 2012 год, в Таджикистане денежные переводы мигрантов, работающих в России, составляли 48 % ВВП (самый высокий показатель в мире).

## Внутренняя торговля
Торговые точки в республике принадлежат к трем формам собственности: частной, государственной и кооперативной («Таджикматлубот»). В 2011 году на коммерческую торговлю (в основном на неорганизованный рынок) пришлось 97,3 % розничного товарооборота, на кооперативную и государственную торговлю — 1,3 % и 1,4 % соответственно.

## Доходы населения
Руководство Минтруда Таджикистана в феврале 2023 года на пресс-конференции в Душанбе сообщило, что  средняя зарплата по республике на начало 2022 года составила 1730,12 сомони ($166,62), она повысилась на 13,4% или на 204,7 сомони по сравнению с аналогичным периодом 2021 года.
По состоянию на 2017 год средний размер оплаты труда составляет 1144.19 сомони ($121.27) в месяц. По состоянию на ноябрь 2018 год средний размер оплаты труда составляет 1324.98 сомони ($140.43) в месяц. С 1 июля 2016 год минимальный размер оплаты труда составляет 400 сомони ($42.40) в месяц.

## ВВП
В 2020 году ВВП Таджикистана составил более 7,3 млрд долларов, нарастив объём на 4,5 % относительно показателей 2019 года.
В 2021 году темп экономического роста составил 9,2 % при росте ВВП до 8,7 млрд долларов.
В 2023 году ВВП вырос на 8,3 % и достиг 130 млрд. сомони (10,8 млрд. долларов).
До 2024 года, согласно прогнозу минэкономразвития Таджикистана, правительство планирует рост ВВП ежегодно на 7,9-8,2 %.